# Xian de Feixi
Le xian de Feixi (肥西县 ; pinyin : Féixī Xiàn) est un district administratif de la province de l'Anhui en Chine. Il est placé sous la juridiction de la ville-préfecture de Hefei.

## Démographie
La population du district était de 952 245 habitants en 1999.